# Westland Wyvern
Westland Wyvern – brytyjski pokładowy jednomiejscowy samolot myśliwsko-szturmowy opracowany w drugiej połowie lat 40. XX wieku przez przedsiębiorstwo Westland Aircraft. Samoloty były wykorzystywane przez Fleet Air Arm i wzięły udział w działaniach podczas kryzysu sueskiego.
Wyvern napędzany był silnikiem turbośmigłowym Armstrong Siddeley Python i wyposażony w śmigła przeciwbieżne. Uzbrojenie samolotu stanowiły cztery działka automatyczne oraz torpeda, bomby lub niekierowane pociski rakietowe.

## Historia
Samolot został skonstruowany w odpowiedzi na specyfikację z 1944 roku. Początkowo miał być napędzany silnikiem tłokowym Rolls-Royce Eagle (wersja TF.Mk 1), lecz brytyjskie lotnictwo wojskowe Royal Air Force zrezygnowało z tego projektu po zakończeniu wojny. Zainteresowanie samolotem w wersji napędzanej silnikiem turbośmigłowym podtrzymała natomiast marynarka wojenna Royal Navy, dla swojego lotnictwa (Fleet Air Arm). Pierwszy prototyp z nowym napędem oblatano 22 marca 1949. Będący wówczas nowością napęd sprawiał jednak pewne kłopoty, co spowodowało przedłużenie etapu prób oraz problemy z niezawodnością w służbie.
Pierwszym wariantem produkcyjnym z silnikiem turbośmigłowym był Wyvern TF.Mk 2 (TF - torpedo fighter - myśliwiec torpedowy, model 2). Główną wersją produkcyjną stał się natomiast Wyvern S.Mk 4 (S - strike - uderzeniowy, model 4), których zbudowano 94. Powstał także jeden egzemplarz wersji treningowej T.Mk 3. Nazwa oznaczała mitycznego gada (wiwern).

## Służba
Samoloty Wyvern weszły do służby w maju 1953, począwszy od 813. Dywizjonu FAA, początkowo bazującego w bazie lądowej RNAS Ford. Dywizjon ten osiągnął status operacyjny we wrześniu 1953, a w kwietniu 1954 został zaokrętowany na HMS „Albion”. Później wyposażono w ten typ jeszcze inne jednostki. 
Jedynym zastosowaniem bojowym samolotu były uderzenia samolotów 830. Dywizjonu z HMS „Eagle” na egipskie cele podczas kryzysu sueskiego w listopadzie 1956. Dwa z nich utracono wówczas od ognia przeciwlotniczego. W 1958 roku wycofano ten typ z użycia operacyjnego.
Warto zwrócić uwagę, że Wyvern miał większą masę startową i udźwig uzbrojenia od używanych w tym czasie odrzutowych myśliwców pokładowych, jak Hawker Sea Hawk.